# 구충곤
구충곤(具忠坤, 1959년 2월 9일 ~ )은 대한민국의 정치인이다. 제46·47대 전라남도 화순군수를 역임했다. 

## 생애
능성 구씨(綾城 具氏) 시랑공파 31대손으로 전라남도 화순군 한천면 오음리에서 1남 8녀중 다섯째로 태어난 화순 토박이다.
한화갑 민주당 대표의 권유로 정치에 입문하여 민주당 중앙당 네티즌 특별위원장, 연청 전남지부 회장, 전남도당 부위원장, 재정위원장을 맡았다.
제8대 전남도의회 초대 의원이면서 예결위원장을 역임하였다. 전남도립대학 총장 재임시에는 전국 전문대 최초로 반값 등록금을 실현하였다.
2014년 7월 전라남도 화순군수에 당선되었다. 이후 2018년 제7회 전국동시지방선거에서 재선에 성공했다.

## 학력
- 수창국민학교
- 광주자연과학고등학교
- 조선대학교 경영학 학사
- 전남대학교 경영대학원 경영학 석사
- 조선대학교 대학원 공학 박사

## 경력
- 광주전남우리민족서로돕기 공동대표
- 2006.07 ~ 2010.03: 제8대 전라남도의회 의원(초선, 화순군 제1선거구)
  - 제8대 전라남도의회 예산결산특별위원회 위원장
- 호남대학교 겸임교수
- 전남도립대학교 총장
- 2014.07 ~ 2022.06 : 제46·47대 민선 6·7기 전라남도 화순군수 (재선, 더불어민주당)

## 가족
- 부인: 이숙자
  - 아들: 구명기
  - 딸: 구예린
  - 딸: 구유림

## 역대 선거 결과
|  | 42.40% |

|  | 22.89% |

|  | 33.43% |

|  | 70.31% |